# Megaphyllum margaritatum
Megaphyllum margaritatum är en mångfotingart som först beskrevs av Fanzago 1875.  Megaphyllum margaritatum ingår i släktet Megaphyllum och familjen kejsardubbelfotingar. Inga underarter finns listade i Catalogue of Life.